# Bandakagni-Tomora
Bandakagni-Tomora è una città e sottoprefettura della Costa d'Avorio appartenente al dipartimento di Sandégué. Conta una popolazione di 11 264 abitanti (censimento 2021).